# Nationaal Park Katon-Karagajski
Nationaal Park Katon-Karagajski of Nationaal Park Katonqarağay (Russisch: Катон-Карагайский национальный парк; Kazachs: Катонқарағай ұлттық паркі/Qatonqarağay ulltıq parki) is een nationaal park gelegen in Oblast Oost-Kazachstan in het uiterste noordoosten van Kazachstan. De oprichting tot nationaal park vond plaats op 17 juni 2001 per besluit (№ 970/2001) van de regering van de Republiek Kazachstan. Het nationaal park grenst in het noorden aan het in Rusland gelegen Biosfeerreservaat Katoenski en is met een oppervlakte van 6.434,77 km² het grootste beschermde natuurgebied in het land. Op 12 juni 2014 besloot het Internationaal Coördinerend Comité van UNESCO's Mens- en Biosfeerprogramma het gebied toe te voegen aan de lijst met biosfeerreservaten.

## Kenmerken
Nationaal Park Katon-Karagajski is gelegen aan de bovenloop van de rivieren Boechtarma, Belaja Berel en Tsjornaja Berel en omvat zowel de zuidelijke hellingen van de bergketens Listvjaga en Katoen als de bergketens aan de linkeroever van de Boechtarma: de Zuidelijke Altaj, Tarbagataj en Sarymsaqty. In het nationaal park bevindt zich ook het hoogste punt van de Altaj en bovendien heel Siberië — de Beloecha (4.506 m). De Beloecha maakt deel uit van de Katoenrug en bestaat uit rotshellingen, sneeuw, ijs en sprankelende watervallen. Daarnaast telt het park circa 400 bergmeren, waarvan het Boechtarmameer, gelegen aan de bovenloop van de gelijknamige rivier Boechtarma, het grootste is. Het Boechtarmameer heeft een lengte van 5,3 km, een breedte van 1,1 km en een maximale diepte van 22 m.
De vegetatie in Nationaal Park Katon-Karagajski wordt sterk beïnvloedt door verticale zonering. Van de vier vegetatiezones in het nationaal park is de bossteppezone (900-1.200 m) de onderste, gevolgd door de taigagordel (1.200-2.300 m), bergtoendra (2.000-2.800 m) en de nivale zone (hoger dan 2.800 m). Belangrijke bosvormende plantensoorten in het nationaal park zijn de Siberische den (Pinus sibirica), Siberische lariks (Larix sibirica), Siberische spar (Picea obovata), Siberische zilverspar (Abies sibirica), ruwe berk (Betula pendula), dwergberk (Betula nana) en esp (Populus tremula).

## Dierenwereld
De dierenwereld is zeer rijk en omvat 65 zoogdieren, 275 vogels, drie amfibieën, zes reptielen en negen soorten vissen. Zo leven hier onder andere zoogdieren als bruine beer (Ursus arctos), Siberische wapiti (Cervus canadensis sibiricus), eland (Alces alces), Siberisch ree (Capreolus pygargus), Siberische steenbok (Capra sibirica), argali (Ovis ammon), wolf (Canis lupus), veelvraat (Gulo gulo) en Siberisch muskushert (Moschus moschiferus), maar ook kleinere zoogdieren als de altaifluithaas (Ochotona alpina), altaimarmot (Marmota baibacina) en sabelmarter (Martes zibellina). Onderzoek gesteund door het WWF toonde aan dat er anno 2016 zeker vijf sneeuwluipaarden (Uncia uncia) binnen de grenzen van het nationaal park leven.
Zeldzame vogelsoorten die op het grondgebied van het nationaal park broeden zijn onder meer het altaiberghoen (Tetraogallus altaicus), jufferkraanvogel (Anthropoides virgo), steenarend (Aquila chrysaetos), keizerarend (Aquila heliaca) en de sakervalk (Falco cherrug). Andere interessante soorten zijn bijvoorbeeld het auerhoen (Tetrao urogallus), hazelhoen (Tetrastes bonasia), witrugspecht (Dendrocopos leucotos) en grote gele kwikstaart (Motacilla cinerea).
Snelstromende bergrivieren in het nationale park vormen een geschikte biotoop voor de zeldzame taimen (Hucho taimen).

## Grensoverschrijdende samenwerking
Sinds 2004 heeft het Nationaal Park Katon-Karagajski een bilateraal samenwerkingsverband met het naburige Biosfeerreservaat Katoenski van Rusland. 
Hiermee wordt gestreefd naar:
- Betere samenwerking wanneer er bosbranden uitbreken of wanneer er overtredingen plaatsvinden.
- Het lanceren van onderzoeksprojecten en het uitwisselen van expertise en ervaring.
- Het uitvoeren van gezamenlijke educatieprojecten om de lokale bevolking en bezoekers bij de bescherming van het gebied te betrekken.
- Duurzame ontwikkeling van grensgebied, inclusief grensoverschrijdend toerisme.

Op 15 september 2011 werd een officiële overeenkomst gesloten tussen de regeringen van de twee landen om een grensoverschrijdend reservaat te creëren op de locatie van Biosfeerreservaat Katoenski en Nationaal Park Katon-Karagajski. Daaropvolgend werd een beheerplan gemaakt voor een toekomstig, grensoverschrijdend biosfeerreservaat.